# 비스마르크 후작

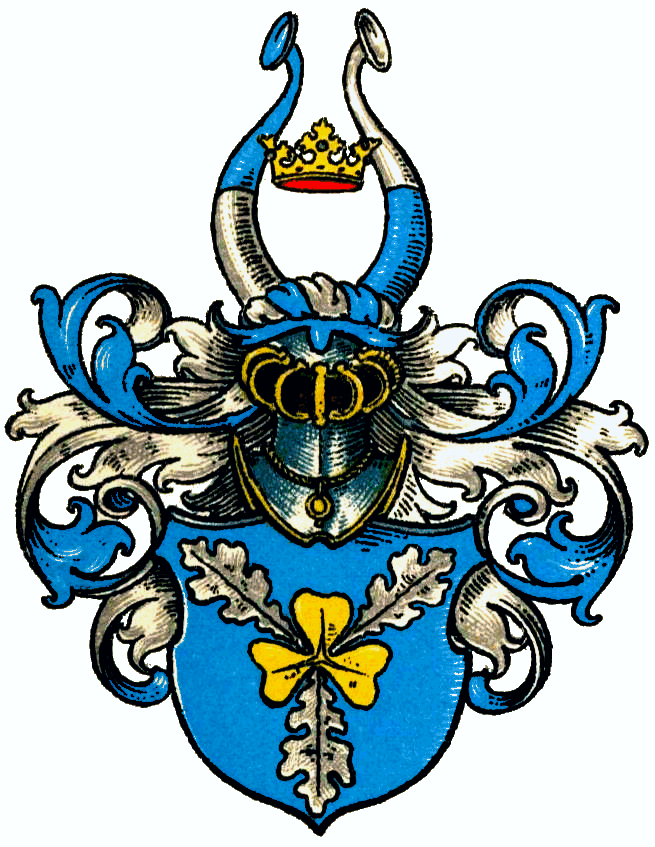
비스마르크 가의 문장

비스마르크 후작(독일어: Fürst von Bismarck 퓌르스트 폰 비스마르크[*])은 독일 제국의 초대 수상 오토 폰 비스마르크가 1871년 황제 빌헬름 1세에게 받은 작위이다. 장자 승계 작위이다.
1890년 비스마르크가 빌헬름 2세에게 해임당한 뒤 라우엔부르크 공작(독일어: Herzog von Lauenburg 헤어초크 폰 라우엔부르크[*])으로 임명되었으나 이 작위는 비스마르크 당대에만 그치고 그가 죽은 뒤 폐지되었다. 이후 비스마르크의 장남이 후작 작위만 계승하여 그 자손들에 이르고 있다. 현재 비스마르크 후작 페르디난트 폰 비스마르크는 철혈재상 비스마르크의 증손자이다.

## 역대 후작
1. 오토 폰 비스마르크 (1815년 생 – 1898년 몰)
2. 헤르베르트 폰 비스마르크(1849년 생 – 1904년 몰)
3. 오토 크리스티안 아히발트 폰 비스마르크 (1897년 생 - 1975년 몰)
4. 페르디난트 폰 비스마르크 (1930년 생 - 2019년 몰)
5. 카를 에두아르트 폰 비스마르크 (1961년 생 - )

이 작위의 법정추정상속인은 Count Alexei von Bismarck(2006년 생)이다.